# برانزویک جنوبی، نیوجرسی
برانزویک جنوبی (به انگلیسی: South Brunswick Township) شهری در ایالت نیوجرسی کشور ایالات متحده آمریکا است که جمعیت آن در سرشماری سال ۲۰۱۰ میلادی، ۴۳٬۴۱۷ نفر بوده‌است.